# Rodrigo de Arriaga

Cursus philosophicus, 1669

Rodrigo de Arriaga (17. ledna 1592, Logroño – 7. června 1667, Praha) byl španělský teolog a filosof, který byl od roku 1624 profesorem teologie ve staroměstské koleji jezuitské univerzity v Praze.

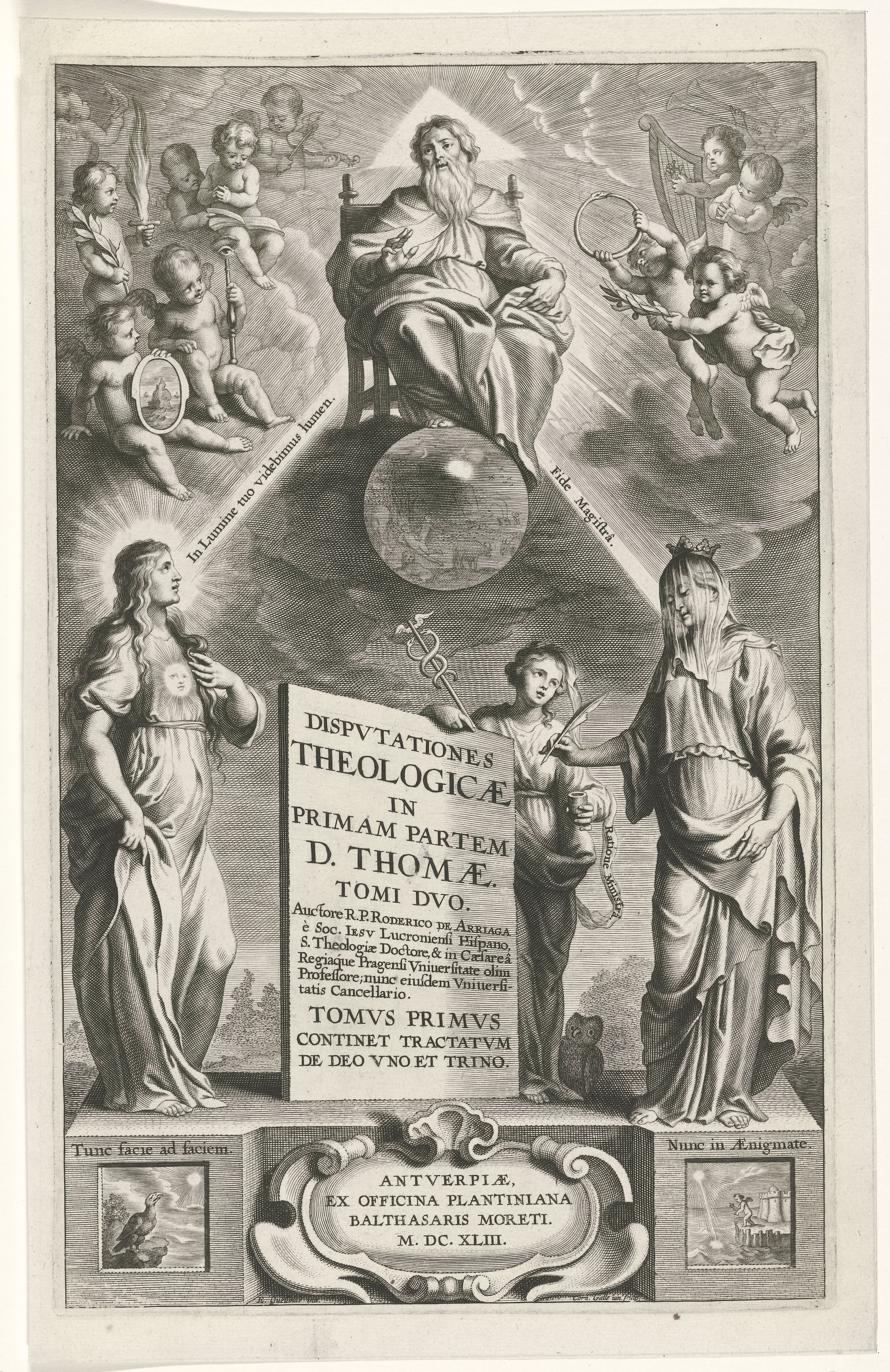
Titulní strana Arriagových Teologických disputací. Antverpy 1643

## Život
Narodil se ve španělské  aristokratické rodině Pedra de Arriaga y Graciosa Mendo v Logroñu v Kastilii. Do noviciátu Tovaryšstva Ježíšova vstoupil 17. září 1606, když mu bylo 14 let. Studoval filozofii a teologii u významného teologa Pedra Hurtada de Mendoza. Po vysvěcení na kněze vyučoval filozofii (1620–1623) a teologii (1624) na univerzitách ve Valladolidu a teologii v Salamance (1624–1625). 12. listopadu 1623  v Tovaryšstvu Ježíšově složil čtvrtý slib. 
V roce 1625 byl vyslán na pražskou univerzitu, v její staroměstské koleji vyučoval a zůstal po zbytek života. V letech 1642-1654 vykonával funkci kancléře celé univerzity a od roku 1654 až do své smrti zastával úřad prefekta staroměstské koleje Klementinum. 

## Myšlení
Rodrigo patřil do tzv. druhé scholastiky, konkrétně do její jezuitské odnože. Byl velmi kritický k realismu Tomáše Akvinského a měl naopak blízko k nominalismu Williama Ockhama. Kráčel v něm však svou vlastní cestou. Vycházel z aristotelského principu „unum in multis“ (tj. jedno je zahrnuto v mnohém): věřil tedy například, že červenost je obsažena ve všech červených věcech. Tyto věci se od sebe liší, neboť každé z nich obsahuje jinou formu (morfé) červeni, my však tyto formy svými nedokonalými poznávacími schopnostmi nedokážeme rozlišit.
Čtyři z pěti Tomášových "cest" k důkazu Boží existence odmítal uznat jako platné důkazy a zabýval se také teorií matematického důkazu. Jeho kritiku ocenil i jeden z nejvlivnějších francouzských filosofů té doby Pierre Bayle. Arriaga nebyl fenomenalista: domníval se, že jsoucna poznáváme přímo, neboť věci o sobě afikují (ovlivňují) naše smyslové orgány.
Arriagovo pojetí nominalismu zavrhoval René Descartes, který se na základě jeho nepřijatelnosti rozhodl pro jiný směr: mechanicismus.

## Dílo
- Rodericus de Arriaga, Cursus philosophicus. Antverpy 1632[2]
- Rodericus de Arriaga, Disputationes theologicae I. Antverpy 1643

## Portrét
- Arriagův portrét je zařazen v galerii 12 malovaných medailonů slavných jezuitských učenců v sále knihovny Klementina.